# Pantoporia consimilis
Pantoporia consimilis is een vlinder uit de onderfamilie Limenitidinae van de familie Nymphalidae. De wetenschappelijke naam van de soort is voor het eerst geldig gepubliceerd in 1832 door Jean Baptiste Boisduval.